# Liste der Lieder von Ed Sheeran
Dies ist eine Liste der aufgenommenen und veröffentlichten Lieder des britischen Singer-Songwriters Ed Sheeran. Aufgelistet sind unter anderem alle Lieder der Alben + (2011), × (2014), ÷ (2017),  No. 6 Collaborations Project (2019), = (2021), - (2023) und Autumn Variations (ebenfalls 2023).
Die Liste ist alphabetisch sortiert und gibt Auskunft über die Urheber.

## #
| Titel                                                             | Autoren                                                                                     | Album                        | Jahr |
| ----------------------------------------------------------------- | ------------------------------------------------------------------------------------------- | ---------------------------- | ---- |
| … Baby One More Time (Coverversion von Britney Spears)            | Max Martin                                                                                  | Spotify Singles              | 2017 |
| 1000 Nights (Ed Sheeran feat. Meek Mill & A Boogie wit da Hoodie) | Matthew Samuels, Ed Sheeran, Robert Williams, Fred Gibson, Jahaan Akil Sweet, Artist Dubose | No. 6 Collaborations Project | 2019 |
| 2step                                                             | David Hodges, Ed Sheeran, Louis Bell, Andrew Watt                                           | =                            | 2021 |

## A
| Titel                                                      | Autoren                                                       | Album                        | Jahr |
| ---------------------------------------------------------- | ------------------------------------------------------------- | ---------------------------- | ---- |
| A Beautiful Game                                           | –                                                             | –                            | 2023 |
| Afire Love                                                 | Johnny McDaid, Christophe Beck, Ed Sheeran, Foy Vance         | ×                            | 2014 |
| Afterglow                                                  | David Hodges, Ed Sheeran, Fred Gibson                         | Afterglow (Single)           | 2020 |
| All About It (Hoodie Allen feat. Ed Sheeran)               | Ed Sheeran, Parrish Warrington, RJ Ferguson, Steven Markowitz | People Keep Talking          | 2014 |
| All Falls Down (Alonestar feat. Ed Sheeran, Rosie Ribbons) | –                                                             | –                            | 2013 |
| All Of The Stars                                           | Johnny McDaid, Ed Sheeran                                     | × (Deluxe Edition)           | 2014 |
| Amazing                                                    | Aaron Dessner, Ed Sheeran                                     | Autumn Variations            | 2023 |
| American Town                                              | Aaron Dessner, Ed Sheeran                                     | Autumn Variations            | 2023 |
| Amo soltanto te (Andrea Bocelli feat. Ed Sheeran)          | Tiziano Ferro, Ed Sheeran, Matt Sheeran                       | Sì                           | 2018 |
| Antisocial (Ed Sheeran feat. Travis Scott)                 | Ed Sheeran, Jacques Webster, Fred Gibson, Joseph Saddler      | No. 6 Collaborations Project | 2019 |
| Are You Entertained (Russ & Ed Sheeran)                    | –                                                             | Are You Entertained (Single) | 2022 |
| Atlantic City (Coverversion von Bruce Springsteen)         | Bruce Springsteen                                             | Sounds Of The 80s            | 2014 |
| Autumn Leaves                                              | Jake Gosling, Ed Sheeran                                      | +                            | 2011 |

## B
| Titel                                                | Autoren                                                                                                 | Album                        | Jahr |
| ---------------------------------------------------- | --- | ---------------------------- | ---- |
| Bad Habits                                           | Johnny McDaid, Ed Sheeran, Fred Gibson                                                                  | =                            | 2021 |
| Bam Bam (Camila Cabello feat. Ed Sheeran)            | Ed Sheeran, Eric Frederic, Scott Harris, Cheche Alara, Camila Cabello, Édgar Barrera                    | Familia                      | 2022 |
| Barcelona                                            | Johnny McDaid, Benjamin Levin, Ed Sheeran, Amy Wadge, Foy Vance                                         | ÷                            | 2017 |
| Be Like You                                          | – | 5                            | 2011 |
| Be My Forever (Christina Perri feat. Ed Sheeran)     | Jamie Scott, Christina Perri                                                                            | Head Or Heart                | 2014 |
| Be Right Now                                         | Johnny McDaid, Ed Sheeran, Fred Gibson                                                                  | =                            | 2021 |
| Beautiful People (Ed Sheeran feat. Khalid)           | Max Martin, Shellback, Ed Sheeran, Fred Gibson, Khalid Robinson                                         | No. 6 Collaborations Project | 2019 |
| Best Part Of Me (Ed Sheeran feat. Yebba)             | Benjamin Levin, Ed Sheeran, Abbey Smith                                                                 | No. 6 Collaborations Project | 2019 |
| Bibia Be Ye Ye                                       | Benjamin Levin, Ed Sheeran, Nana Richard Abiona, Joseph Addison, Stephen Woode                          | ÷                            | 2017 |
| Bloodstream                                          | Gary Lightbody, Johnny McDaid, Ed Sheeran, Kesi Dryden, Piers Aggett, Amir Amor, Leon Rolle             | We The Generation            | 2014 |
| Blow (Ed Sheeran feat. Chris Stapleton & Bruno Mars) | Bruno Mars, Frank Rogers, Chris Stapleton, Brody Brown, Ed Sheeran, Bard McNamee, Greg McKee, J.T. Cure | No. 6 Collaborations Project | 2019 |
| Blue                                                 | Ed Sheeran, Foy Vance                                                                                   | Autumn Variations            | 2023 |
| Boa Me (Fuse ODG feat. Ed Sheeran & Mugeez)          | Ed Sheeran, Nana Richard Abiona, Joseph Addison, Mugeez Abdul Rashid                                    | Boa Me (Single)              | 2017 |
| Boat                                                 | Aaron Dessner, Ed Sheeran                                                                               | -                            | 2023 |
| Borderline                                           | Aaron Dessner, Ed Sheeran                                                                               | -                            | 2023 |
| Brace It (Ishawna feat. Ed Sheeran)                  | – | –                            | 2023 |

## C
| Titel                                                    | Autoren                                                         | Album                         | Jahr |
| -------------------------------------------------------- | --------------------------------------------------------------- | ----------------------------- | ---- |
| Call On Me (Vianney feat. Ed Sheeran)                    | –                                                               | VivaCité – Viva For Life 2022 | 2022 |
| Candle in the Wind (Coverversion von Elton John)         | Elton John, Bernie Taupin                                       | Goodbye Yellow Brick Road     | 2014 |
| Castle on the Hill                                       | Benjamin Levin, Ed Sheeran                                      | ÷                             | 2017 |
| Celestial                                                | Steve Mac, Johnny McDaid, Ed Sheeran                            | Celestial (Single)            | 2022 |
| City Of Sin (The Game feat. Ed Sheeran)                  | –                                                               | Born 2 Rap                    | 2019 |
| Cold Coffee                                              | Ed Sheeran, Amy Wadge                                           | Songs I Wrote With Amy        | 2010 |
| Collide                                                  | Johnny McDaid, Ben Kweller, Ed Sheeran, Fred Gibson             | =                             | 2021 |
| Colourblind                                              | Ed Sheeran                                                      | -                             | 2023 |
| Cross Me (Ed Sheeran feat. Chance the Rapper & PnB Rock) | Ed Sheeran, Chancelor Bennett, Fred Gibson, Rakim Hasheem Allen | No. 6 Collaborations Project  | 2019 |
| Curtains                                                 | Aaron Dessner, Ed Sheeran                                       | -                             | 2023 |

## D
| Titel                                    | Autoren                                     | Album                        | Jahr |
| ---------------------------------------- | ------------------------------------------- | ---------------------------- | ---- |
| Dark Times (The Weeknd feat. Ed Sheeran) | Ed Sheeran, Jason Quenneville, Abel Tesfaye | Beauty Behind The Madness    | 2015 |
| Dive                                     | Benjamin Levin, Ed Sheeran, Julia Michaels  | ÷                            | 2017 |
| Don't                                    | Dawn Robinson, Benjamin Levin, Ed Sheeran   | x                            | 2014 |
| Dreams (Krept & Konan feat. Ed Sheeran)  | –                                           | –                            | 2015 |
| Drown Me Out (Ed Sheeran + Ghetts)       | Jake Gosling, Ed Sheeran, Ghetts            | No. 5 Collaborations Project | 2010 |
| Drunk                                    | Jake Gosling, Ed Sheeran                    | +                            | 2011 |
| Dusty                                    | Aaron Dessner, Ed Sheeran                   | -                            | 2023 |

## E
| Titel                                                  | Autoren                                                            | Album               | Jahr |
| ------------------------------------------------------ | ------------------------------------------------------------------ | ------------------- | ---- |
| End Game (Taylor Swift feat. Ed Sheeran & Future)      | Max Martin, Nayvadius Wilburn, Shellback, Taylor Swift, Ed Sheeran | Reputation          | 2017 |
| End Of Youth                                           | Ed Sheeran                                                         | -                   | 2023 |
| England                                                | Aaron Dessner, Matt Berninger                                      | Autumn Variations   | 2023 |
| English Rose                                           | –                                                                  | x (Wembley Edition) | 2015 |
| Eraser                                                 | Johnny McDaid, Ed Sheeran                                          | ÷                   | 2017 |
| Even My Dad Does Sometimes                             | Ed Sheeran, Amy Wadge                                              | x                   | 2014 |
| Everything Has Changed (Taylor Swift feat. Ed Sheeran) | Taylor Swift, Ed Sheeran                                           | Red                 | 2012 |
| Everything You Are                                     | –                                                                  | Don't (B-Seite)     | 2014 |
| Eyes Closed                                            | Max Martin, Shellback, Ed Sheeran, Fred Gibson                     | -                   | 2023 |

## F
| Titel                                           | Autoren                                                         | Album                            | Jahr |
| ----------------------------------------------- | --------------------------------------------------------------- | -------------------------------- | ---- |
| F64                                             | –                                                               | F64 (Single)                     | 2023 |
| Faces (Ed Sheeran & Yelawolf)                   | Jake Gosling, Ed Sheeran, Yelawolf                              | –                                | 2013 |
| Fall                                            | Ed Sheeran, Amy Wadge                                           | Songs I Wrote With Amy           | 2010 |
| Family (Ed Sheeran feat. P. Money)              | Ed Sheeran, Paris Moore-Williams                                | No. 5 Collaborations Project     | 2010 |
| Feeling Good (Coverversion von Cy Grant & Cast) | Leslie Bricusse, Anthony Newley                                 | –                                | 2011 |
| Feels (Ed Sheeran feat. Young Thug & J Hus)     | Ed Sheeran, Fred Gibson, Jeffery Lamar Williams, Momodou Jallow | No. 6 Collaborations Project     | 2019 |
| Fire Alarms                                     | Ed Sheeran, Amy Wadge                                           | Songs I Wrote With Amy           | 2010 |
| Firefly                                         | Ed Sheeran                                                      | Loose Change                     | 2010 |
| First Times                                     | David Hodges, Ed Sheeran, Fred Gibson                           | =                                | 2021 |
| For My Hand (Burna Boy feat. Ed Sheeran)        | Ed Sheeran, Damini Ebunoluwa Ogulu, Richard Isong               | Love, Damini                     | 2022 |
| Forever My Love (J Balvin & Ed Sheeran)         | Tainy, Ed Sheeran, Justin Quiles, J Balvin, Keytin              | Sigue / Forever My Love (Single) | 2022 |
| Friends                                         | Ed Sheeran                                                      | Don't (B-Seite)                  | 2014 |

## G
| Titel                                                                 | Autoren | Album                        | Jahr |
| --------------------------------------------------------------------- | --- | ---------------------------- | ---- |
| Galway Girl                                                           | Liam Bradley, Damian McKee, Johnny McDaid, Ed Sheeran, Amy Wadge, Foy Vance, Eamon Murray, Niamh Dunne, Sean Graham | ÷                            | 2017 |
| Give Me Love                                                          | Chris Leonard, Jake Gosling, Ed Sheeran                                                                             | +                            | 20   |
| Gold Rush                                                             | Ed Sheeran, Amy Wadge                                                                                               | + (Enhanced Deluxe Edition)  | 2011 |
| Goodbye To You (Ed Sheeran feat. Dot Rotten)                          | Jake Gosling, Ed Sheeran, Dot Rotten                                                                                | No. 5 Collaborations Project | 2010 |
| Grade 8                                                               | Ed Sheeran, Robert Conlon, Sukhdeep Uppal                                                                           | +                            | 2011 |
| Groundwork (Big Narstie x Ed Sheeran x Papoose)                       | – | –                            | 2022 |
| Growing Up (Sloane's Song) (Macklemore & Ryan Lewis feat. Ed Sheeran) | – | This Unruly Mess I've Made   | 2015 |
| Guiding Light (Foy Vance feat. Ed Sheeran)                            | Foy Vance | Joy Of Nothing               | 2013 |

## H
| Titel                                         | Autoren                                                                     | Album             | Jahr |
| --------------------------------------------- | --------------------------------------------------------------------------- | ----------------- | ---- |
| Happier                                       | Ryan Tedder, Benjamin Levin, Ed Sheeran                                     | ÷                 | 2017 |
| Head / Heels                                  | Aaron Dessner, Ed Sheeran                                                   | Autumn Variations | 2023 |
| Hearts Don't Break Around Here                | Johnny McDaid, Ed Sheeran                                                   | ÷                 | 2017 |
| Homeless                                      | Anna Krantz, Ed Sheeran                                                     | Loose Change      | 2010 |
| How Would You Feel (Paean)                    | Ed Sheeran                                                                  | ÷                 | 2017 |
| Hush Little Baby (Wretch 32 feat. Ed Sheeran) | Tom Barnes, Pete Kelleher, Iain James, Ed Sheeran, Jermaine Scott, Ben Kohm | –                 | 2011 |

## I
| Titel                                                   | Autoren                                                                   | Album                                | Jahr |
| ------------------------------------------------------- | ------------------------------------------------------------------------- | ------------------------------------ | ---- |
| I Don’t Want Your Money (Ed Sheeran feat. H.E.R.)       | Ed Sheeran, Paul Jefferies, Fred Gibson, Joe Reeves                       | No. 6 Collaborations Project         | 2019 |
| I Don't Care (Ed Sheeran & Justin Bieber)               | Max Martin, Jason Boyd, Shellback, Justin Bieber, Ed Sheeran, Fred Gibson | No. 6 Collaborations Project         | 2019 |
| I See Fire                                              | Ed Sheeran                                                                | The Hobbit – The Desolation Of Smaug | 2013 |
| I Was Made For Loving You (Tori Kelly feat. Ed Sheeran) | Ed Sheeran, Tori Kelly                                                    | Unbreakable Smile                    | 2015 |
| I Will Remember You                                     | –                                                                         | –                                    | 2022 |
| I Will Take You Home                                    | Ed Sheeran                                                                | Bloodstream (Single)                 | 2015 |
| If I Could (Wiley feat. Ed Sheeran)                     | Richard Cowie, Ed Sheeran                                                 | –                                    | 2011 |
| I'm A Mess                                              | Ed Sheeran                                                                | x                                    | 2014 |

## K
| Titel   | Autoren                                | Album | Jahr |
| ------- | -------------------------------------- | ----- | ---- |
| Kiss Me | Justin Franks, Julie Frost, Ed Sheeran | +     | 2011 |

## L
| Titel                                  | Autoren                                                                                  | Album                        | Jahr |
| -------------------------------------- | ---------------------------------------------------------------------------------------- | ---------------------------- | ---- |
| Lately (Ed Sheeran + Devlin)           | James Devlin, Ed Sheeran                                                                 | No. 5 Collaborations Project | 2010 |
| Lay It All On Me                       | Ed Sheeran, Kesi Dryden, Piers Aggett, Amir Amor, Jonny Harris, James Newman, Leon Rolle | We The Generation            | 2015 |
| Leave Your Life                        | Ed Sheeran                                                                               | =                            | 2021 |
| Lego House                             | Chris Leonard, Jake Gosling, Ed Sheeran                                                  | +                            | 2011 |
| Let It Out                             | Ed Sheeran                                                                               | Loose Change                 | 2010 |
| Life Goes On                           | Ed Sheeran                                                                               | -                            | 2023 |
| Lifting You (N.E.R.D & Ed Sheeran)     | Pharrell Williams                                                                        | No One Ever Really Dies      | 2017 |
| Little Bird                            | Ed Sheeran                                                                               | + (Enhanced Deluxe Edition)  | 2010 |
| Little Lady (Ed Sheeran + Mikill Pane) | Ed Sheeran, Justin Smith Uzomba                                                          | No. 5 Collaborations Project | 2011 |
| Love In Slow Motion                    | Johnny McDaid, Natalie Hemby, Ed Sheeran                                                 | =                            | 2021 |

## M
| Titel                                     | Autoren                   | Album                    | Jahr |
| ----------------------------------------- | ------------------------- | ------------------------ | ---- |
| Magical                                   | Aaron Dessner, Ed Sheeran | Autumn Variations        | 2023 |
| Make It Rain                              | Foy Vance                 | Songs Of Anarchy: Vol. 4 | 2014 |
| Merry Christmas (Ed Sheeran & Elton John) | Elton John, Ed Sheeran    | Merry Christmas (Single) | 2021 |
| Midnight                                  | Aaron Dessner, Ed Sheeran | Autumn Variations        | 2023 |
| Moving                                    | Aaron Dessner, Ed Sheeran | - (Deluxe Edition)       | 2023 |
| My G (Aitch feat. Ed Sheeran)             | –                         | Close To Home            | 2022 |

## N
| Titel                                                       | Autoren | Album                        | Jahr |
| ----------------------------------------------------------- | --- | ---------------------------- | ---- |
| Nancy Mulligan                                              | Johnny McDaid, Benjamin Levin, Ed Sheeran, Amy Wadge, Foy Vance, Murray Cummings                                  | ÷                            | 2017 |
| New Man                                                     | Benjamin Levin, Ammar Malik, Ed Sheeran, Jessie Ware                                                              | ÷                            | 2017 |
| New York                                                    | – | x (Wembley Edition)          | 2015 |
| Nightmares (Ed Sheeran + Random Impulse + Sway + Wretch 32) | Jake Gosling, Ed Sheeran, Sway, Random Impulse, Wretch 32                                                         | No. 5 Collaborations Project | 2012 |
| Nina                                                        | Johnny McDaid, Ed Sheeran                                                                                         | x                            | 2014 |
| No Strings                                                  | Aaron Dessner, Ed Sheeran                                                                                         | -                            | 2023 |
| Noche de novela (Paulo Londra feat. Ed Sheeran)             | Federico Vindver, Ed Sheeran, Paulo Londra                                                                        | Bravo Hits 119               | 2022 |
| Nothing On You (Ed Sheeran feat. Paulo Londra & Dave)       | Ed Sheeran, Fred Gibson, David Omoregie, Paulo Ezequiel Londra, Cristian Andres Salazar, Daniel Echavarría Oviedo | No. 6 Collaborations Project | 2019 |

## O
| Titel                                          | Autoren                                              | Album                   | Jahr |
| ---------------------------------------------- | ---------------------------------------------------- | ----------------------- | ---- |
| Old School Love (Lupe Fiasco feat. Ed Sheeran) | Justin Franks, Wasalu Jaco, Ed Sheeran               | Black Summer Party 2014 | 2013 |
| One                                            | Ed Sheeran                                           | x                       | 2014 |
| One Life                                       | –                                                    | –                       | 2022 |
| One Night                                      | Jake Gosling, Ed Sheeran                             | Loose Change            | 2010 |
| Overpass Graffiti                              | Johnny McDaid, Ed Sheeran, Fred Gibson               | =                       | 2021 |
| Own It (Stormzy feat. Ed Sheeran & Burna Boy)  | Ed Sheeran, Fred Gibson, Michael Omari, Damini Ogulu | Heavy Is The Head       | 2019 |

## P
| Titel                                        | Autoren                                                      | Album                             | Jahr |
| -------------------------------------------- | ------------------------------------------------------------ | --------------------------------- | ---- |
| Page                                         | Aaron Dessner, Ed Sheeran                                    | Autumn Variations                 | 2023 |
| Penguins                                     | –                                                            | –                                 | 2022 |
| Perfect                                      | Ed Sheeran, Matthew Sheeran                                  | ÷                                 | 2017 |
| Peru (Fireboy DML & Ed Sheeran)              | Ed Sheeran, Ivory Scott, Fireboy DML, Shizzi, Kolton         | Now That's What I Call Music! 113 | 2021 |
| Photograph                                   | Martin Harrington, Johnny McDaid, Ed Sheeran, Thomas Leonard | x                                 | 2015 |
| Plastic Bag                                  | Aaron Dessner, Ed Sheeran                                    | Autumn Variations                 | 2023 |
| Punchline                                    | Aaron Dessner, Ed Sheeran                                    | Autumn Variations                 | 2023 |
| Put It All On Me (Ed Sheeran feat. Ella Mai) | Ed Sheeran, Fred Gibson, Ella Mai Howell                     | No. 6 Collaborations Project      | 2019 |

## R
| Titel                                                 | Autoren | Album                        | Jahr |
| ----------------------------------------------------- | --- | ---------------------------- | ---- |
| Radio (Ed Sheeran + Jme)                              | Ed Sheeran, Jamie Adenuga | No. 5 Collaborations Project | 2011 |
| Raise Em Up (Alonestar feat. Ed Sheeran)              | Jethro Sheeran | Street Dance Kids            | 2010 |
| Remember The Name (Ed Sheeran feat. Eminem & 50 Cent) | Max Martin, Antwan Patton, Patrick Brown, Curtis Jackson, Rico Wade, Raymon Murray, Marshall Mathers, Shellback, Ed Sheeran, Andre Benjamin | No. 6 Collaborations Project | 2019 |
| Reuf (Nekfeu feat. Ed Sheeran)                        | Pierrick Devin, Ed Sheeran, Nekfeu, Superpoze                                                                                               | Feu                          | 2015 |
| River (Eminem feat. Ed Sheeran)                       | Emile Haynie, Marshall Mathers, Ed Sheeran                                                                                                  | Revival                      | 2017 |
| Roadside (The Game feat. Ed Sheeran)                  | – | Born 2 Rap                   | 2019 |
| Run (Taylor Swift feat. Ed Sheeran)                   | – | –                            | 2021 |
| Runaway                                               | Pharrell Williams, Ed Sheeran | x                            | 2014 |

## S
| Titel                                                              | Autoren                                                                              | Album                               | Jahr |
| ------------------------------------------------------------------ | ------------------------------------------------------------------------------------ | ----------------------------------- | ---- |
| Salt Water                                                         | Aaron Dessner, Ed Sheeran                                                            | -                                   | 2023 |
| Sandman                                                            | Johnny McDaid, Ed Sheeran                                                            | =                                   | 2021 |
| Sausage Rolls For Everyone (LadBaby feat. Ed Sheeran & Elton John) | –                                                                                    | Sausage Rolls For Everyone (Single) | 2021 |
| Save Myself                                                        | Timothy McKenzie, Ed Sheeran, Amy Wadge                                              | ÷                                   | 2017 |
| Scars                                                              | –                                                                                    | –                                   | 2020 |
| Shape of You                                                       | Steve Mac, Kevin Briggs, Kandi Burruss, Tamika Cottle, Johnny McDaid, Ed Sheeran     | ÷                                   | 2017 |
| She                                                                | Ed Sheeran, Amy Wadge                                                                | Songs I Wrote With Amy              | 2010 |
| Shirtsleeves                                                       | Ed Sheeran                                                                           | x                                   | 2014 |
| Shivers                                                            | Steve Mac, Johnny McDaid, Ed Sheeran, Kal Lavelle                                    | =                                   | 2021 |
| Sigue (J Balvin & Ed Sheeran)                                      | Tainy, Ed Sheeran, Justin Quiles, J Balvin, Keityn                                   | Sigue / Forever My Love (Single)    | 2022 |
| Sing                                                               | Pharrell Williams, Ed Sheeran                                                        | x                                   | 2014 |
| Small Bump                                                         | Ed Sheeran                                                                           | +                                   | 2011 |
| So                                                                 | Ed Sheeran                                                                           | 5                                   | 2011 |
| Sofa                                                               | Anna Krantz, Ed Sheeran                                                              | Loose Change                        | 2010 |
| South Of The Border (Ed Sheeran feat. Camila Cabello & Cardi B)    | Steve Mac, Ed Sheeran, Fred Gibson, Camila Cabello, Belcalis Almanzar, Jordan Thorpe | No. 6 Collaborations Project        | 2019 |
| Spark                                                              | Aaron Dessner, Ed Sheeran                                                            | -                                   | 2023 |
| Spring                                                             | Ed Sheeran, Aaron Dessner, Bryce Dessner                                             | Autumn Variations                   | 2023 |
| Stoned                                                             | Aaron Dessner, Ed Sheeran                                                            | -                                   | 2023 |
| Stop The Rain                                                      | Ed Sheeran                                                                           | =                                   | 2021 |
| Sunburn                                                            | Ed Sheeran                                                                           | + (Enhanced Deluxe Edition)         | 2011 |
| Supermarket Flowers                                                | Johnny McDaid, Benjamin Levin, Ed Sheeran                                            | ÷                                   | 2017 |
| Sycamore                                                           | Aaron Dessner, Ed Sheeran                                                            | -                                   | 2023 |

## T
| Titel                                                   | Autoren                                                                      | Album                        | Jahr |
| ------------------------------------------------------- | ---------------------------------------------------------------------------- | ---------------------------- | ---- |
| Take It Back                                            | Johnny McDaid, Ed Sheeran                                                    | The Truth About Love         | 2014 |
| Take Me Back To London (Ed Sheeran feat. Stormzy)       | Max Martin, Shellback, Ed Sheeran, Fred Gibson, Michael Omari                | No. 6 Collaborations Project | 2019 |
| Tenerife Sea                                            | Johnny McDaid, Ed Sheeran, Foy Vance                                         | x                            | 2014 |
| That's on Me                                            | Aaron Dessner, Ed Sheeran                                                    | Autumn Variations            | 2023 |
| The A Team                                              | Ed Sheeran                                                                   | +                            | 2011 |
| The City                                                | Jake Gosling, Ed Sheeran                                                     | +                            | 2011 |
| The Day I Was Born                                      | Aaron Dessner, Ed Sheeran                                                    | Autumn Variations            | 2023 |
| The Hills Of Aberfeldy                                  | Ed Sheeran, Foy Vance                                                        | -                            | 2023 |
| The Joker And The Queen (Ed Sheeran feat. Taylor Swift) | Johnny McDaid, Ed Sheeran, Fred Gibson, Sam Roman                            | =                            | 2021 |
| The Man                                                 | Ed Sheeran                                                                   | x                            | 2014 |
| The Parting Glass                                       | –                                                                            | +                            | 2011 |
| Thinking Out Loud                                       | Ed Sheeran, Amy Wadge                                                        | x                            | 2014 |
| This                                                    | Ed Sheeran, Gordon Mills                                                     | +                            | 2011 |
| Those Kinda Nights (Eminem feat. Ed Sheeran)            | Luis Resto, Marshall Mathers, David Doman, Ed Sheeran, Fred Gibson, A. Byrne | Music To Be Murdered By      | 2020 |
| Tides                                                   | Johnny McDaid, Ed Sheeran, Foy Vance                                         | =                            | 2021 |
| Top Floor (Cabana) (Naughty Boy feat. Ed Sheeran)       | Shahid Khan, Ed Sheeran                                                      | Hotel Cabana                 | 2013 |
| Touch And Go                                            | –                                                                            | x (Wembley Edition)          | 2015 |
| Toughest                                                | Aaron Dessner, Ed Sheeran                                                    | - (Deluxe Edition)           | 2023 |

## U
| Titel  | Autoren                  | Album | Jahr |
| ------ | ------------------------ | ----- | ---- |
| U.N.I. | Jake Gosling, Ed Sheeran | +     | 2011 |

## V
| Titel          | Autoren                                                                                              | Album | Jahr |
| -------------- | --- | ----- | ---- |
| Vega           | Aaron Dessner, Ed Sheeran                                                                            | -     | 2023 |
| Visiting Hours | Johnny McDaid, Ed Sheeran, Amy Wadge, Scott Carter, Michael Pollack, Anthony Clemons, Kim Lang Smith | =     | 2021 |

## W
| Titel                                                                                         | Autoren                                                                    | Album                                                                                         | Jahr |
| --------------------------------------------------------------------------------------------- | -------------------------------------------------------------------------- | --------------------------------------------------------------------------------------------- | ---- |
| Wake Me Up                                                                                    | Jake Gosling, Ed Sheeran                                                   | +                                                                                             | 2011 |
| Watchtower (Devlin feat. Ed Sheeran)                                                          | Bob Dylan                                                                  | Now That's What I Call Music! 83                                                              | 2012 |
| Way To Break My Heart (Ed Sheeran feat. Skrillex)                                             | Steve Mac, Sonny Moore, Ed Sheeran                                         | No. 6 Collaborations Project                                                                  | 2019 |
| Wayfaring Stranger                                                                            | –                                                                          | –                                                                                             | 2011 |
| Welcome To The World                                                                          | –                                                                          | –                                                                                             | 2021 |
| What Do I Know?                                                                               | Johnny McDaid, Ed Sheeran, Foy Vance                                       | ÷                                                                                             | 2017 |
| When Will I Be Alright                                                                        | Aaron Dessner, Ed Sheeran                                                  | Autumn Variations                                                                             | 2023 |
| Where We Land                                                                                 | Ed Sheeran, Amy Wadge                                                      | Songs I Wrote With Amy                                                                        | 2010 |
| Who We Love (Sam Smith feat. Ed Sheeran)                                                      | Steve Mac, Johnny McDaid, James Napier, Ed Sheeran, Sam Smith, Fred Gibson | Gloria                                                                                        | 2023 |
| Wildflowers                                                                                   | Aaron Dessner, Ed Sheeran                                                  | - (Deluxe Edition)                                                                            | 2023 |
| Wish You Were Here (Ed Sheeran / Richard Jones / Nick Mason / Mike Rutherford / David Arnold) | Roger Waters, David Gilmour                                                | A Symphony Of British Music – Music For The Closing Ceremony Of The London 2012 Olympic Games | 2012 |

## Y
| Titel                                                               | Autoren                                                | Album                        | Jahr |
| ------------------------------------------------------------------- | ------------------------------------------------------ | ---------------------------- | ---- |
| You (Ed Sheeran feat. Wiley)                                        | Richard Kylea Cowie, Ed Sheeran                        | No. 5 Collaborations Project | 2010 |
| You Don't Know (Ed Sheeran feat. Yelawolf)                          | Jake Gosling, Ed Sheeran, Yelawolf                     | –                            | 2012 |
| You Need Me, I Don't Need You (Ed Sheeran feat. Wretch 32 & Devlin) | Ed Sheeran                                             | +                            | 2011 |
| Young Guns (Lewi White feat. Ed Sheeran, Devlin, Griminal & Yasmin) | Jake Gosling, Ed Sheeran, Lewi White, Griminal, Devlin | –                            | 2011 |